# Cesar Maria Guerrero
Cesar Maria Guerrero (Manilla, 26 januari 1885 - aldaar, 27 maart 1961) was een Filipijns rooms-katholiek geestelijke. Guerrero was de eerste bisschop van zowel het bisdom Lingayen als van het bisdom San Fernando.

## Biografie
Cesar Maria Guerrero werd geboren op 26 januari 1885 in Intramuros in de Filipijnse hoofdstad Manilla. Hij was het eerste kind van León María Guerrero en Aurora Dominguez. Guerrero volgde middelbaar onderwijs aan de Ateneo de Manila toen de Filipijnse revolutie uitbrak en het gezin Manilla ontvluchtte. Na de revolutie voltooide hij zijn middelbare school en behaalde hij een Bachelor of Arts-diploma en een bachelor-diploma rechten aan de University of Santo Tomas. Nadien reisde Guerrero naar Rome waar hij zeven jaar lang studeerde aan de Pauselijke Universiteit Gregoriana. Hij voltooide er een doctoraat theologie en een doctoraat canoniek recht. Op 28 oktober 1914 werd Guerrero in Rome tot priester gewijd.
Direct na zijn priesterwijding keerde Guerrero terug naar de Filipijnen. Zijn eerste aanstelling was als assistent-priester van de parochie van Binondo. Nadien was hij enige tijd kapelaan van het Hospicio de San Jose, een weeshuis op een eilandje in de Pasig. Hierna werd Guerrero naar de heuvels van San Mateo in de provincie Rizal gestuurd om een groep afvalligen opnieuw tot het rooms-katholicisme te bekeren. Hij liep er echter malaria op keerde daarop noodgedwongen terug naar Manilla. Na zijn ziekte werd hij de secretaris van het aartsbisdom Manilla.
Na de oprichting van het nieuwe bisdom Lingayen op 19 mei 1928 werd Guerrero op 22 februari 1929 door paus Pius XI benoemd tot de eerste bisschop van Ligayen. De jaren erop hield Guerrero zich bezig met het opzetten van het bisdom. In 1930 richtte hij het seminarie in Binmaley op. In 1937 werd Guerrero op gezag van aartsbisschop Michael O'Doherty overgeplaatst Manilla, waar hij hulpbisschop van het aartsbisdom Manilla werd. Na de uitbraak van de Tweede Wereldoorlog en de Japanse verovering van de Filipijnen werd O'Doherty onder huisarrest geplaatst. Hierdoor was Guerrero als eerste hulpbisschop de feitelijke leider van de Filipijnse Rooms-Katholieke Kerk. Na de oorlog werd hij aangeklaagd wegens vermeende collaboratie met de Japanners. In 1946 werd hij echter wegens gebrek aan bewijs vrijgesproken.
Deze ervaring viel Guerrero zo zwaar dat hij na zijn vrijspraak in het klooster van de Franciscanen in San Francisco del Monte bleef wonen. In plaats van zijn bisschoppelijke kledij droeg hij enkel nog de bruine habijt van de kapucijnen. De oprichting van het nieuwe bisdom San Francisco op 11 december 1948 maakte daaraan een einde. Guerrero werd op 14 mei 1949 benoemd tot bisschop van het nieuwe bisdom en op 8 september van dat jaar geïnstalleerd. Als bisschop van San Fernando was hij onder meer verantwoordelijk voor de stichting van een kleinseminarie in Guagua. In 1952 werd dit kleinseminarie verplaatst het convent in Apalit. Ook vestigden de zusters van de Orde van de Karmelieten zich op zijn verzoek in Angeles.
In april 1957 kreeg hij op zijn verzoek wegens gezondheidsredenen toestemming om met pensioen te gaan. Later dat jaar volgde een benoeming tot assistent van de pauselijke troon met de rang van pauselijke graaf. Guerrero leefde de laatste vier jaar van zijn leven in het Hospicio de San Jose in de Pasig. Op 27 maart 1961 werd Guerrero getroffen door een hartaanval. Hij werd met een ambulance overbracht naar het UST Hospital, waar hij bij aankomst overleed. Guerrero werd op zijn verzoek begraven bij het klooster van de Karmelieten in Angeles.